# Ulpius Marcellus
Ulpius Marcellus was een Romeinse consulaire gouverneur van Britannia, die met een onderbreking van 1 of meer jaren van 178 tot 185 in Britannia actief was.
Ulpius Marcellus wordt in een inscriptie als gouverneur van Britannia vermeld van 178-80. Blijkbaar keerde hij  na een periode in Britannia zonder ernstige incidenten naar Rome terug. Kort daarna werd hij door keizer Commodus opnieuw naar Britannia uitgezonden om een ernstige opstand, die in 180 was uitgebroken, neer te slaan. In deze periode kreeg hij de reputatie van een militair die veel nadruk op discipline legde.
Dio Cassius vertelt dat noordelijke stammen de muur van Hadrianus, die hen buiten het Romeinse Rijk moest houden, hadden doorbroken. Zij zouden een generaal, waarschijnlijk Marcellus' opvolger en nu zijn voorganger, Caerellius Priscus met al zijn bewakers hebben gedood, vermoedelijk tijdens een inspectie van de muur van Hadrianus. Verder is er niet zo veel bekend over deze opstand, behalve dat Dio Cassius het de meest serieuze oorlog tijdens de regering van Commodus noemde. De opstand zou pas rond 184 zijn onderdrukt. In dat jaar werden herdenkingsmunten uitgegeven en nam Commodus de titel Britannicus aan. Verdere herdenkingsmunten werden in 185 geslagen. Een muntschat van zilveren munten met de jongste munten uit de jaren 186 en 187 suggereert dat de onrust ook in latere jaren nog  voortduurde.
Marcellus ondernam strafacties ten noorden van de grens en kan hebben geprobeerd om de Muur van Antoninus opnieuw te bezetten. Uiteindelijk trok hij zich echter terug op de muur van Hadrianus en sloot hij verdragen met de betrokken stammen. De forten ten noorden van de muur, zoals Newstead, werden verlaten. Twee inscripties op het fort bij Chesters (het Romeinse Cilurnum) noemen hem in verband met de Tweede Ala van de Asturiërs.
Hij had er last van dat hij niet genoeg controle over zijn eigen troepen had. Men heeft enige tijd gedacht dat hij een zoon had, die ook Ulpius Marcellus heette en die zo'n dertig jaar later (211) ook als gouverneur in Britannia had gewerkt. De opinie is nu dat deze gedachte gebaseerd is geweest op een foutief gedateerde inscriptie en dat de tweede Marcellus niet bestaan heeft.

## Voetnoten
1. ↑  M. Brassington, "Ulpius Marcellus" Britannia 11 (1980):314-315).
2. ↑  De inscriptie vermeldt twee keizers, maar kan niet in de voorafgaande periode van medekeizers, 161-69, worden geplaatst (volgens Brassington 1980).
3. ↑  Een inscriptie vermeldt de bouw van een aquaduct onder zijn leiding.